# Limbi uralice

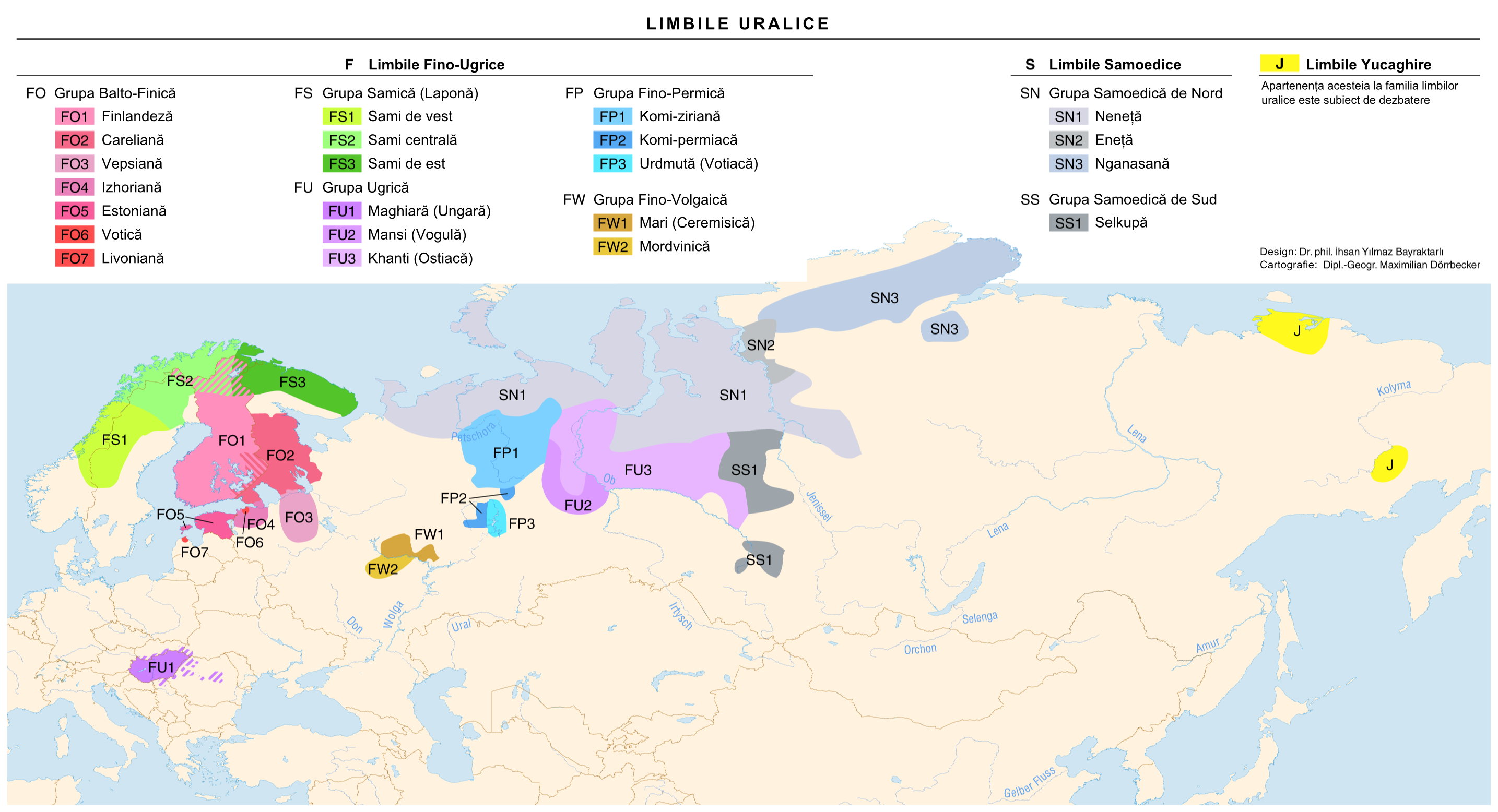
Harta limbilor uralice

Răspândirea limbilor uralice în cadrul Imperiului Rus (excepție Finlanda) în anul 1897

Limbile uralice formează o familie lingvistică de aproximativ 30 de limbi care sunt vorbite de în jur de 25 de milioane de persoane. Grupul este împărțit în două subfamilii: limbile fino-ugrice, care includ maghiara, finlandeza, estona, sami, și limbile samoedice, care sunt vorbite de aproximativ 30.000 de samoezi, un popor indigen din nordul Rusiei. Țări care au un număr semnificativ de vorbitori de limbi uralice sunt: Estonia, Finlanda, Ungaria, Norvegia, România, Rusia și Suedia.
| \| Distribuția limbilor uralice \| Distribuția limbilor uralice \| Distribuția limbilor uralice \| Distribuția limbilor uralice \| Distribuția limbilor uralice \| \| ---------------------------- \| ---------------------------- \| ---------------------------- \| ---------------------------- \| ---------------------------- \| \| \| \| \| \| \| \| Maghiară \| Maghiară \| \| 56% \| 56% \| \| Finlandeză \| Finlandeză \| \| 20% \| 20% \| \| Mordovinică \| Mordovinică \| \| 5.3% \| 5.3% \| \| Estonă \| Estonă \| \| 4.2% \| 4.2% \| \| Ceremisiacă \| Ceremisiacă \| \| 2% \| 2% \| \| Udmurtă \| Udmurtă \| \| 1.9% \| 1.9% \| \| Komi \| Komi \| \| 1.6% \| 1.6% \| \| Altele \| Altele \| \| 8.9% \| 8.9% \| |             |  |      |      |
| Distribuția limbilor uralice |             |  |      |      |
| |             |  |      |      |
| Maghiară | Maghiară    |  | 56%  | 56%  |
| Finlandeză | Finlandeză  |  | 20%  | 20%  |
| Mordovinică | Mordovinică |  | 5.3% | 5.3% |
| Estonă | Estonă      |  | 4.2% | 4.2% |
| Ceremisiacă | Ceremisiacă |  | 2%   | 2%   |
| Udmurtă | Udmurtă     |  | 1.9% | 1.9% |
| Komi | Komi        |  | 1.6% | 1.6% |
| Altele | Altele      |  | 8.9% | 8.9% |

## Patria limbilor uralice
Patria (sau urheimatul) proto-uralic care este locul ipotetic în care vorbitorii de limbă proto-uralic au trăit într-o singură comunitate lingvistică, sau complex de comunități, înainte ca această limbă originală să se împrăștie  
S-a sugerat că patria proto-uralică era situată în apropierea Munților Urali, fie pe partea europeană, fie pe cea siberiană. Principalul motiv pentru a presupune că a existat o patrie siberiană a fost modelul taxonomic tradițional care vede ramura samoiedă ca fiind despărțită prima. Atât propunerile de patrie europeană, cât și cea siberiană au fost susținute de dovezi paleolingvistice, dar sunt valabile doar acele cazuri în care reconstrucțiile semantice sunt sigure.
- În apropierea râului Volga, la vest de Urali, aproape de Urheimat al limbilor indo-europene, sau la est și sud-est de Urali.
- Péter Hajdú a sugerat o patrie în vestul și nord-vestul Siberiei
- Juha Janhunen sugerează o patrie între zonele de drenaj Ob și Yenisei din Siberia Centrală.

- Folosind date lingvistice, paleoclimatice și arheologice, un grup de savanți din jurul lui Grünthal și colab. 2022, inclusiv Juha Janhunen, a urmărit patria proto-uralică până la o regiune la est de Ural în Siberia, în special undeva aproape de bazinul Minusinsk, și respinge o patrie în regiunea Volga/Kama.

## Funcții comune

### Grammatice
- utilizarea extensivă a sufixelor independente (aglutinare)
- un set mare de cazuri gramaticale marcate cu sufixe aglutinative (în medie 13–14 cazuri; în principal evoluții ulterioare: limba proto-uralică este reconstruită cu 6 cazuri)
- sistem unic de cazuri, din care toate limbile uralice moderne își derivă sistemele de cazuri
- nominativul singular nu are sufix de caz.
- sufixele acuzativ și genitiv sunt consoane nazale (-n, -m etc.)
- distincție în trei căi în sistemul de caz local
- lipsă de gen gramatical, dar și de pronume personale masculine sau feminine

- verb negativ, care există în multe limbi uralice (în special absent în maghiară)

- utilizarea postpozițiilor spre deosebire de prepoziții (prepozițiile sunt mai puțin frecvente